# Boîte rouge (gouvernement britannique)

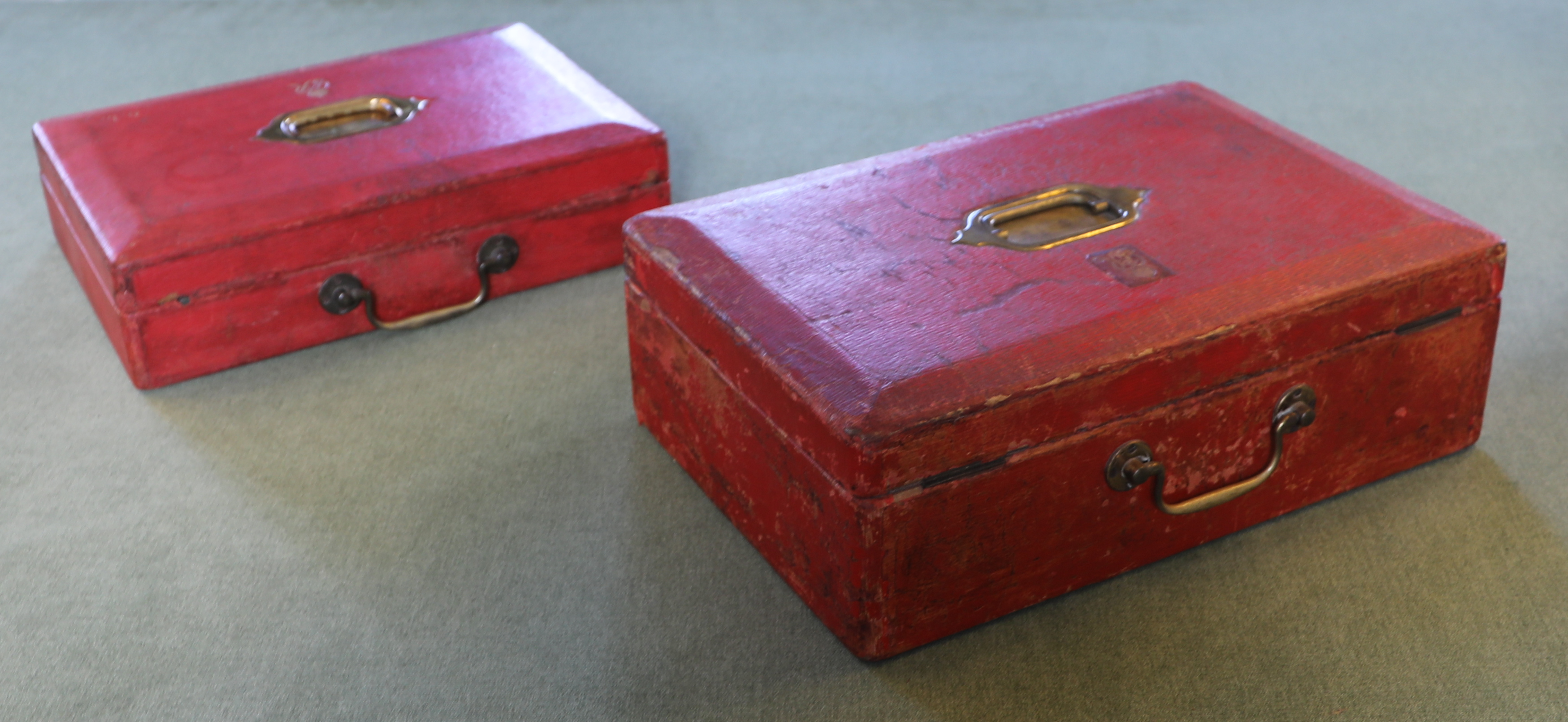
Une paire de boîtes d'expédition.

Les boîtes rouges, parfois appelées boîtes ministérielles, sont un type de boîte servant à la communication produite par Barrow Hepburn & Gale et sont utilisées par les ministres du gouvernement et le monarque britannique pour transporter des documents officiels. Semblables en apparence à une mallette, ils sont principalement utilisés pour contenir et transporter les papiers relatifs aux différents ministères. Les boîtes rouges sont une forme moderne de boîtes d'expédition, utilisées par le gouvernement depuis des siècles. Des boîtes d'expédition au design très différent restent en usage dans la chambre de la chambre basse des parlements britannique et australien. Ces boîtes contiennent des livres religieux pour assermenter les nouveaux membres de la chambre, mais sont également utilisées comme lutrins par les membres de la banquette avant.

## Boîtes ministérielles
Selon le Secrétaire d'État au trésor :

« Les ministres sont autorisés à utiliser des porte-documents ordinaires verrouillables pour transporter des informations qui ont été classées "Confidentiel" ou moins. Pour les informations ayant un niveau de sécurité plus élevé (comme "Secret"), ils sont tenus d'utiliser des boîtes de répartition, qui offrent une plus grande sécurité et qui sont généralement rouges. Toutefois, une version de voyage de la boîte est également disponible en noir, qui offre le même niveau de sécurité qu'une boîte rouge, mais qui est conçue pour être moins visible. Dans la pratique, les ministres utilisent des boîtes d'expédition pour transporter la majorité de leurs documents en raison du niveau de sécurité plus élevé qu'elles offrent. »

### Boîtes rouges historiques et célèbres
Les boîtes sont utilisées quotidiennement par les ministres lorsqu'ils sont au gouvernement et deviennent ainsi un souvenir important de leur mandat, beaucoup choisissant d'acheter et de conserver leurs boîtes rouges. De nombreuses boîtes appartenant et utilisées par des personnalités politiques célèbres de l'histoire britannique ont été vendues aux enchères. Ces boîtes représentent certaines des possessions les plus importantes des anciens premiers ministres.
La boîte d'expédition ministérielle de Margaret Thatcher a été vendue aux enchères par Christie's en 2015 pour 242 500 £. La boîte rouge de Winston Churchill a été vendue par Sotheby's en 2014 pour 158 500 £, 25 fois le prix estimé.
Des boîtes rouges sont souvent offertes au président sortant des États-Unis comme symbole de la relation entre les gouvernements américain et britannique. George W. Bush a reçu une de ces boîtes de Tony Blair.

## Conception
Les boîtes sont fabriquées par Barrow Hepburn & Gale ou Wickwar & Co avec un design qui est resté le même depuis plus d'un siècle. Le résultat, pesant près de 3 kg est construit en pin à croissance lente, doublées de plomb et de satin noir. La doublure en plomb, qui a été conservée dans les boîtes modernes, était autrefois destinée à garantir que la boîte coulait lorsqu'elle était jetée par-dessus bord en cas de capture. Également à l'épreuve des bombes, ils sont conçus pour survivre à toute catastrophe qui pourrait arriver à leur propriétaire. La création de chaque boite se fait au bout d'un processus de 3 jours.
Elles sont enveloppées de cuir et utilisent une impression sur mesure, qui est appliquée après le durcissement et la coloration. Chaque boîte estampée en or avec le chiffre royal du monarque régnant, le titre du propriétaire et du destinataire de la boîte rouge, le titre du destinataire étant prioritaire. Chacun reçoit également un numéro unique pour faciliter l'identification et le contrôle du contenu. Une autre caractéristique unique des boîtes est l'emplacement des poignées en bas, à l'opposé des charnières et de la poignée, de sorte que lorsqu'elle est placée sur un bureau, la serrure fait face au destinataire, qui a la clé et l'autorité pour accéder au contenu du boîte. Cela garantit également que la boîte soit verrouillée avant d'être transportée.

### Couleur
Deux raisons ont été avancées pour l'utilisation du rouge comme couleur prédominante des boîtes d'expédition utilisées au sein du gouvernement britannique. La première avancée est que le prince Albert préféra cette couleur, prédominante sur les armoiries de la maison de Saxe-Cobourg-Gotha. Cependant, il est également affirmé que la pratique a commencé à la fin du XVIe siècle, lorsque le représentant de la reine Elizabeth Ière, Francis Throckmorton, a présenté à l'ambassadeur espagnol, Bernardino de Mendoza, une mallette rouge spécialement fabriquée, remplie de puddings noirs.
Aujourd'hui, bien que les «boîtes rouges » soient désormais synonymes de boîtes d'expédition, d'autres couleurs sont également utilisées pour désigner les nombreuses fonctions des boîtes au Parlement.
Le noir est utilisé pour les boîtes préparées pour les whips du gouvernement  et pour la discrétion lorsque les boîtes sont conçues pour les voyages. Une boîte bleue avec une bande rouge est utilisée spécifiquement pour les documents confidentiels qu'uniquement le Premier ministre, son secrétaire privé et les responsables du renseignement peuvent voir. Cette boîte est connue sous le nom de "Old Stripey" en raison de la bande rouge. Les secrétaires permanents, qui sont des fonctionnaires et non des députés ou des lords, ont des mallettes similaires, colorées en vert. Celles-ci ont exactement la même fonction que les boîtes rouges ministérielles. Barrow Hepburn et Gale ont également mis à disposition des boîtes d'expédition vertes pour les parlementaires.
William Hague, alors qu'il était chef de l'opposition, avait fait fabriquer pour lui une boîte bleue avec des lettres indiquant son bureau. On ne sait pas si une boîte bleue est encore utilisée aujourd'hui.

### Coût
Une boîte coûtait un total de 865,43 £ pour la fabrication en 2010. Entre 2002 et 2007, le gouvernement britannique a dépensé 57 260 £ pour de nouvelles boîtes.

## Boîte de budget

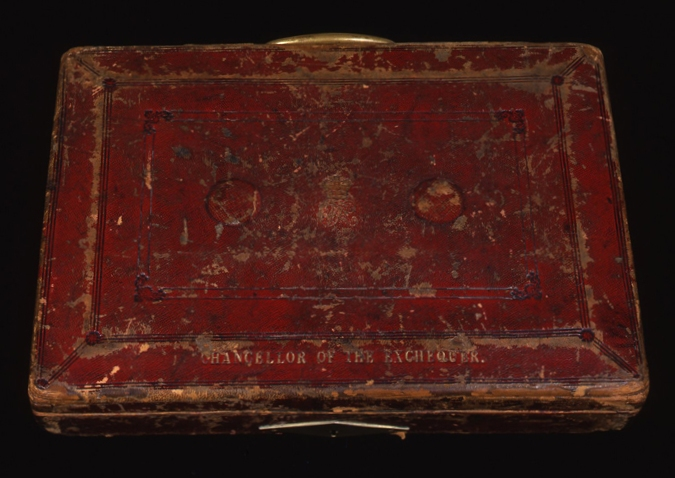
Boîte rouge de Gladstone

Il existe une coutume annuelle selon laquelle le chancelier de l'Échiquier brandit une boîte rouge à la presse à Downing Street pour symboliser le nouveau budget du gouvernement britannique. Plutôt que de contenir le nouveau budget, la boîte rouge contient le discours et les notes du chancelier.
La boîte rouge de William Gladstone, a été fabriquée par Wickwar & Co pour son premier budget en 1853. Gladstone a été chancelier de l'Échiquier à quatre reprises et a occupé ce poste plus longtemps que quiconque dans l'histoire du Royaume-Uni.
La boîte rouge de Gladstone a été utilisée par tous les chanceliers successifs jusqu'en 2011, à l'exception de James Callaghan (1964–1967) et Gordon Brown (1997–2007), qui en ont commandé de nouveaux en 1965 et 1997 respectivement: 51 chanceliers pour plus 150 ans. La boîte budgétaire de Gladstone a été utilisée par Alistair Darling (2007-2010) et par George Osborne en juin 2010. Il a ensuite été retiré en raison de sa fragilité.[réf. nécessaire] Elle est maintenant conservée dans les salles de guerre de Churchill à Whitehall.
Le budget du printemps 1868 était tristement célèbre pour le chancelier George Ward-Hunt ouvrant sa boîte d'expédition pour constater qu'il avait laissé son discours à son domicile.
Depuis mars 2011, une nouvelle boîte budgétaire commandée par les Archives nationales est utilisée.

## Boîtes rouges royales
Les boîtes rouges sont remises au souverain britannique tous les jours (sauf le jour de Noël et le dimanche de Pâques) par les administrations, via le Page de la Présence. Le rôle du roi en tant que chef de l'État signifie qu'il doit se tenir au courant de ce qui se passe au Parlement et dans les gouvernements de tous les autres pays du Commonwealth, ainsi que de l'actualité du monde entier. Les documents auxquels le monarque doit donner sa signature et sa sanction royale lui sont remis dans des boîtes d'expédition rouges, que le roi reçoit et envoie quotidiennement.

## Singapour
Au début de l'indépendance de Singapour, les ministres avaient des boîtes rouges semblables à celles britanniques, a la seule différence qu'elles portaient les armoiries de Singapour.
Le ministre de l'Éducation Heng Swee Keat, ancien secrétaire privé principal de Lee Kuan Yew, a révélé dans un message Facebook que Lee avait continué à utiliser la boîte rouge toute sa vie jusqu'au 4 février 2015, la veille de sa dernière hospitalisation.

## Sri Lanka
Jusqu'à la fin des années 2000, le ministre des Finances utilisait une boîte rouge avec l'emblème national pour porter les plans budgétaires annuels du Cabinet, semblable à la boîte budgétaire du gouvernement britannique.[réf. nécessaire]

## Dans la culture populaire
Dans le film Mission Impossible : Rogue Nation, la clé USB dérobée par Ethan Hunt, Benji Dunn et Ilsa Faust au Maroc est en fait une Boîte Rouge permettant d'accéder aux comptes bancaires censés servir à l'organisation dénommée "Le Syndicat" mise sur pied par les britanniques eux-mêmes. Cette Boîte Rouge est déverrouillable uniquement par le Premier Ministre du Royaume-Uni (ce dernier ignorant en réalité son existence).